# Domus (tidskrift)
Domus (latin, betyder 'hus') är ett italienskt arkitekturmagasin som getts ut sedan 1928. Den ges ut både på italienska och engelska.